# 野口孝一
野口 孝一（のぐち こういち、1933年 - ）は、日本の都市史研究家。

## 略歴
神奈川県横浜市生まれ。東京都立大学 (1949-2011)大学院人文科学研究科修士課程(日本史専攻)修了。川崎市立工業高等学校教諭、川崎総合科学高等学校教諭を経て、中央区立郷土天文館勤務。2013年東京都文化功労者。近代都市史。

## 著書
- 『日本橋 東京の経済史』日本経済新聞社(日経新書)1966
- 『明治の銀座職人話』編著 青蛙房 1983
- 『銀座煉瓦街と首都民権』悠思社 1992
- 『銀座物語 煉瓦街を探訪する』1997 中公新書
- 『明治の銀座職人話』編著 青蛙房 2012
- 『銀座カフェー興亡史』平凡社 2018